# دولو، آذربایجان
دولو (به لاتین: Dolu) یک منطقهٔ مسکونی در جمهوری آذربایجان است که در شهرستان آستارا واقع شده‌است. دولو ۳۴۳ نفر جمعیت دارد.

## ریشه واژه
در زبان تالشی دَلوو (Dəlöv) به معنای فرورفتگی است که برای تخلیه آب از نقطه بلندی روی زمین کنده شده است می‌باشد. برخی معنی آن را برگ درخت می‌دانند. (لیوه به معنی برگ است.)